# Domnișoarele din Rochefort

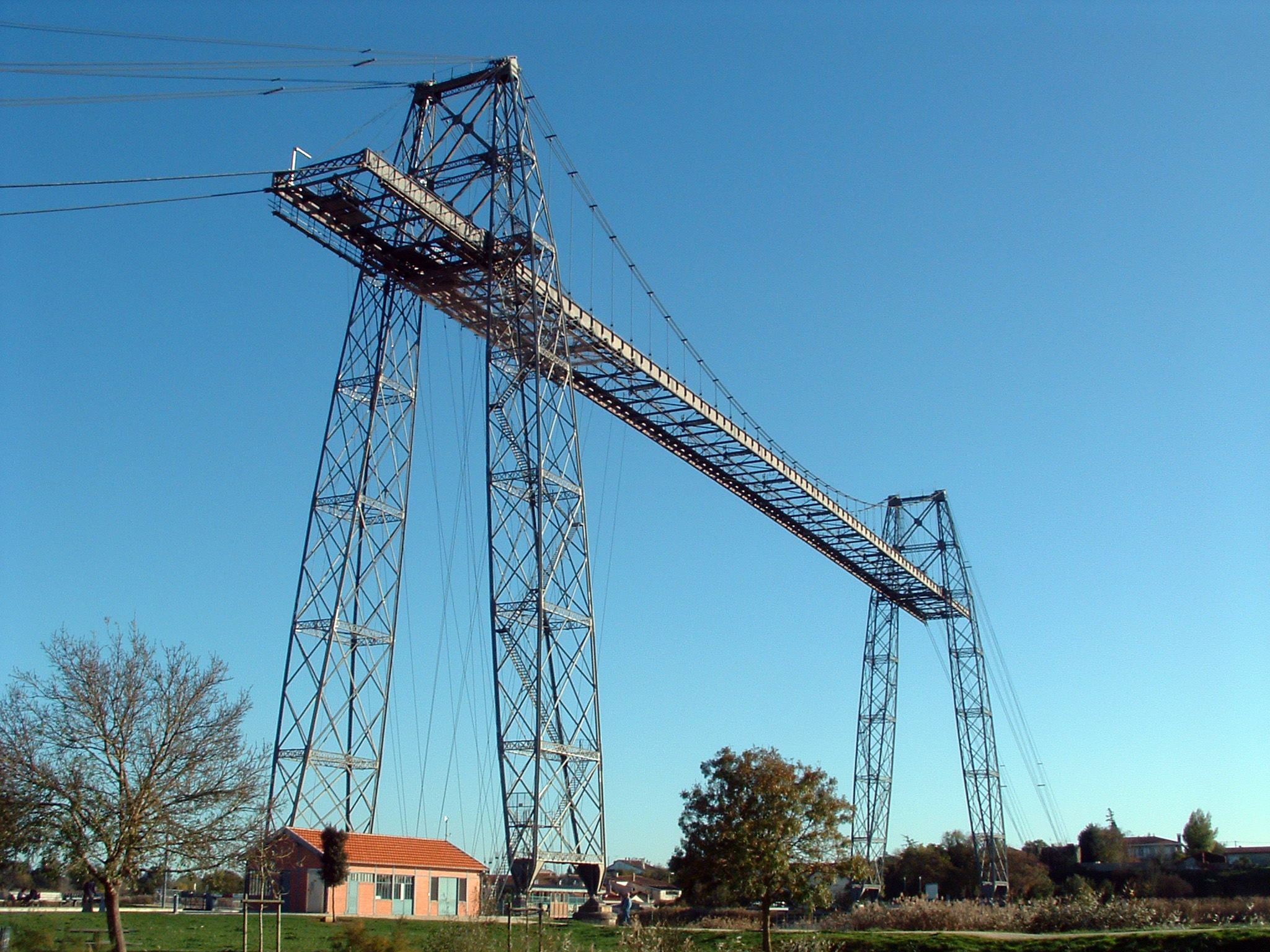
Podul transbordor din Rochefort, prezent la începutul și la sfârșitul filmului, văzut de pe mal pe partea Rochefortului.

Domnișoarele din Rochefort (titlul original: în franceză Les Demoiselles de Rochefort) este un film muzical francez, realizat în 1967 de regizorul Jacques Demy, protagoniști fiind actorii Catherine Deneuve, Françoise Dorléac, Jacques Perrin și Danielle Darrieux. 

## Rezumat
Solange și Delphine sunt gemene și locuiesc în Rochefort-sur-Mer. Una este roșcată și predă teoria muzicii, cealaltă este blondă și dă lecții de dans. Amândouă așteaptă cu răbdare dragostea. Mama lor, Madame Yvonne, deține o cafenea-restaurant și își crește băiețelul, Boubou, care este la fel de nelegitim ca și surorile sale vitrege. Simon Dame, un comerciant, îi este dor de femeia pe care a iubit-o cândva și care nu este alta decât Yvonne, de asemenea îndrăgostită, dar revoltată de ideea de a se căsători cu un Monsieur Dame și să poarte un astfel de nume. Maxence, marinar, pictor în timpul liber, caută femeia ideală pe care i-a promis-o soarta. Andy Miller, un dansator american, visează la cineva care îi împărtășește gusturile. În cadrul marelui târg organizat la Rochefort, căile tuturor acestor ființe suferinde se vor încrucișa...

## Distribuție

### Actori
- Catherine Deneuve – Delphine Garnier
- Françoise Dorléac – Solange Garnier
- Danielle Darrieux – Yvonne Garnier, mama lor
- Jacques Perrin – Maxence
- Michel Piccoli – Simon Dame
- Gene Kelly – Andy Miller
- George Chakiris – Étienne
- Grover Dale – Bill
- Pamela Hart – Judith
- Leslie North – Esther
- Geneviève Thénier – Josette, chelnerița
- Jacques Riberolles – Guillaume Lancien
- Patrick Jeantet – Boubou, băiețelul
- Henri Crémieux – Subtil Dutrouz
- René Pascal – Pépé

### Interpreții cântecelor
- Anne Germain – Delphine Garnier
- Claude Parent – Solange Garnier
- Jacques Revaux – Maxence
- Danielle Darrieux – Yvonne Garnier
- Georges Blaness – Simon Dame
- Donald Burke – Andy Miller
- Romuald – Étienne
- José Bartel – Bill
- Christiane Legrand – Judith
- Claudine Meunier – Esther
- Alice Herald – Josette
- Jean Stout – Guillaume Lancien
- Olivier Bonnet – Boubou

## Melodii din film
1. Le pont transbordeur (2:28)
2. Arrivée des camionneurs (4:23)
3. Chanson des jumelles (3:55)
4. Chanson de Maxence (3:54)
5. De Delphine à Lancien (4:45)
6. Nous voyageons de ville en ville (2:52)
7. Chanson de Delphine (2:33)
8. Chanson de Simon (2:50)
9. Marins, amis, amants ou maris (3:56)
10. Andy amoureux (4:00)
11. Chanson d'Yvonne (2:28)
12. Chanson de Maxence (reprise) (1:40)
13. Chanson de Solange (2:36)
14. De Hambourg à Rochefort (5:47)
15. La femme coupée en morceaux (2:38)
16. Les rencontres (5:41)
17. Chanson d'Andy (2:37)
18. Kermesse (6:57)
19. Chanson d'un jour d'été (3:38)
20. Toujours, jamais (3:26)
21. Concerto (balet) (2:47)
22. Départ des forains (ballet) (2:48)
23. Final (nommé "Départ des camionneurs" sur l’édition simple) (4:12)[1]

## Premii și nominalizări
- Premiul Max-Ophüls în 1967[2]
- Oscar 1969 Nominalizare la Cea mai bună coloană sonoră